# Italienische Sprache
Italienisch (italienisch lingua italiana, italiano [itaˈli̯aːno]) ist eine Sprache aus dem romanischen Zweig der indogermanischen Sprachen. Innerhalb dieses Sprachzweiges gehört das Italienische zur Gruppe der italoromanischen Sprachen.

## Verbreitung
Italienisch wird von etwa 65 Millionen Menschen weltweit als Muttersprache gesprochen. Der italienische Sprachraum in Europa umfasst neben Italien auch Gebiete der angrenzenden Schweiz. Als Amtssprache ist Italienisch als Zweit- und erlernte Fremdsprache auch unter den zahlreichen Volksgruppen und sprachlichen Minderheiten in Italien verbreitet: die Deutschen und Ladiner in Südtirol, die Slowenen in Friaul-Julisch Venetien, die Frankoprovenzalen im Aostatal und die Okzitanen im Piemont, die Friauler, die Sarden, die albanischen und griechischsprachigen Minderheiten Süditaliens, die Moliseslawen.
Italienisch ist Amtssprache in folgenden Staaten:
| Staaten mit Italienisch als Amtssprache | Staaten mit Italienisch als Amtssprache                                                                                                 |
| --------------------------------------- | --- |
| Italien                                 | etwa 56 Mio. Muttersprachler |
| Schweiz                                 | etwa 525.000 Muttersprachler, vorwiegend in der italienischen Schweiz, plus die rund 300.000 Italoschweizer in den übrigen Landesteilen |
| San Marino                              | etwa 30.000 |
| Vatikanstadt                            | etwa 1.000 |

Zudem ist Italienisch die Amtssprache des Malteserordens.
Den Status einer regionalen Amtssprache genießt das Italienische in Slowenien und Kroatien, in den Gebieten der historischen Region Julisch Venetien. Die slowenischen Gemeinden Capodistria/Koper, Isola d’Istria/Izola und Pirano/Piran sowie die kroatische Gespanschaft Istrien sind offiziell zweisprachig.
In den ehemaligen italienischen Kolonien in Afrika – Libyen, Somalia und Eritrea – diente Italienisch neben dem Englischen als Handelssprache, hat aber seit der Entkolonialisierung stark an Bedeutung verloren: Es wird vor allem von der älteren Bevölkerung gesprochen oder zumindest verstanden. In Somalia sieht die Übergangsverfassung aus dem Jahr 2004 vor, dass Italienisch neben dem Englischen Sekundärsprache sein soll.
Viele italienischstämmige Auswanderer in aller Welt beherrschen nach wie vor Italienisch. In Buenos Aires bildete sich zeitweilig Cocoliche, eine Mischsprache mit dem Spanischen, stark heraus.
Italienische Wörter flossen in verschiedene Terminologien ein, z. B. in Musik, Design, Technik, Küche oder im Bankwesen.
| Blau: Amtssprache; Hellblau: Verkehrssprache · Blau: Amtssprache; Hellblau: Verkehrssprache                        |
| Die italienischsprachige Welt Blau: Amtssprache Hellblau: Verkehrssprache Grüne Quadrate: Italophone Minderheiten. |

## Geschichte
Wie alle romanischen Sprachen stammt das Italienische vom Lateinischen ab. Zu Beginn des Mittelalters nach dem Zusammenbruch des Römischen Reiches blieb Latein in Europa als Amts- und Sakralsprache erhalten. Das Lateinische behauptete sich überdies als Schriftsprache. Gesprochen wurde allerdings – auch, als das Römische Reich noch bestand – eine vom Schriftstandard abweichende Sprachform, die auch als Vulgärlatein oder Sprechlatein bezeichnet wird. Hieraus entwickelten sich die protoromanische Volkssprache und schließlich die romanischen Einzelsprachen. So entstanden in Italien und seinen Nachbarländern neue Sprachen, z. B. die Oïl-Sprachen in Nordfrankreich, die Oc-Sprachen in Südfrankreich und die Sì-Sprachen in Italien, so benannt von Dante Alighieri nach der jeweiligen Bezeichnung für „ja“.
Die Etappen der italienischen Sprache kann man kurz in folgenden Epochen zusammenfassen:
- Altitaloromanisch (9. bis 10. Jahrhundert): Italoromanische Texte aus verschiedenen Regionen
- Altitalienisch (1275 bis 1375): Vermehrung der alttoskanischen Dokumentation und Entstehung bedeutender literarischer Werke (bis zum Tod von Giovanni Boccaccio).
- Altitalienisch / Neuitalienisch (1375 bis 1525): Aufnahme diatopischer und diastratischer Innovationen ins Florentinische.
- Neuitalienisch (1525 bis 1840): Von der Kodifikation des Trecento-Florentinischen bis zu Manzonis Überarbeitung seiner Promessi sposi auf neuflorentinischer Grundlage.
- Italiano del Duemila (wörtl. Italienisch des 21. Jahrhunderts): Gegenwart und jüngere Vergangenheit.

Die ersten schriftlichen Zeugnisse des volgare (aus lateinisch vulgaris ‚zum Volke gehörig, gemein‘), also der italienischen Volkssprache als dem Ursprung des heutigen Italienischen, stammen aus dem späten 8. oder frühen 9. Jahrhundert. Das erste ist ein Rätsel, das in der Biblioteca Capitolare di Verona gefunden wurde und als Indovinello veronese (Veroneser Rätsel) bezeichnet wird:
Se pareba boves, alba pratalia araba, albo versorio teneba et negro semen seminaba.
[Sie] schob Rinder, bebaute weiße Felder, hielt einen weißen Pflug und säte schwarzen Samen.
[Gemeint ist die Hand]: Rinder = (tiefgehende) Gedanken, weiße Felder = Seiten, weißer Pflug = Feder, schwarzer Samen = Tinte
Die Verbreitung des volgare wurde durch praktische Notwendigkeiten begünstigt. Dokumente, die Rechtsangelegenheiten zwischen Personen betrafen, die kein Latein beherrschten, mussten verständlich abgefasst werden. So ist eines der ältesten Sprachdokumente des Italienischen das Placito cassinese aus dem 10. Jahrhundert: „Sao ko kelle terre, per kelle fini que ki contene, trenta anni le possette parte Sancti Benedicti.“ (Capua, Maerz 960). Das Konzil von Tours empfahl 813, die Volkssprache statt des Lateinischen bei der Predigt zu verwenden. Ein weiterer Faktor war die zunehmende Bedeutung der Städte um die Jahrtausendwende, denn die Stadtverwaltungen mussten ihre Beschlüsse in einer für alle Bürger verständlichen Form abfassen.
Jahrhundertelang existierten sowohl die italienischen Volkssprachen als auch das Lateinische, das weiterhin von den Gebildeten benutzt wurde, nebeneinander fort. Erst im 13. Jahrhundert begann eine eigenständige italienische Literatur, zunächst in Sizilien am Hof Friedrichs II. (Scuola siciliana). Schriftsteller prägten die weitere Entwicklung des Italienischen entscheidend, da sie erst einen überregionalen Standard schufen, um die Sprachdifferenzen zwischen den zahlreichen Dialekten zu überwinden. Dante Alighieri, der eine leicht veränderte Form des florentinischen Dialekts in seinen Werken verwendete, war hier besonders einflussreich. Großen Einfluss auf die italienische Sprache im 14. Jahrhundert hatten auch Francesco Petrarca und Giovanni Boccaccio, die man zusammen mit Dante als die tre corone („drei Kronen“) der italienischen Literatur bezeichnet.
Im 16. Jahrhundert wurde in der Questione della lingua über Form und Status der italienischen Sprache diskutiert, maßgeblichen Einfluss hatten hier Niccolò Machiavelli, Baldassare Castiglione und Pietro Bembo. Es setzte sich schließlich eine historisierende Form der Sprache durch, die auf das Toskanische des 13./14. Jahrhunderts zurückgeht. Die wirkliche Vereinheitlichung, besonders der gesprochenen Sprache, erfolgte allerdings erst aufgrund der nationalen Einigung. Als italienische Einheitssprache setzte sich im 19. Jahrhundert im vereinigten Italien der „florentinische“ Dialekt durch. Zu verdanken ist dies unter anderem der zweiten Fassung des Romans I Promessi Sposi von Alessandro Manzoni.

## Sprachvarianten

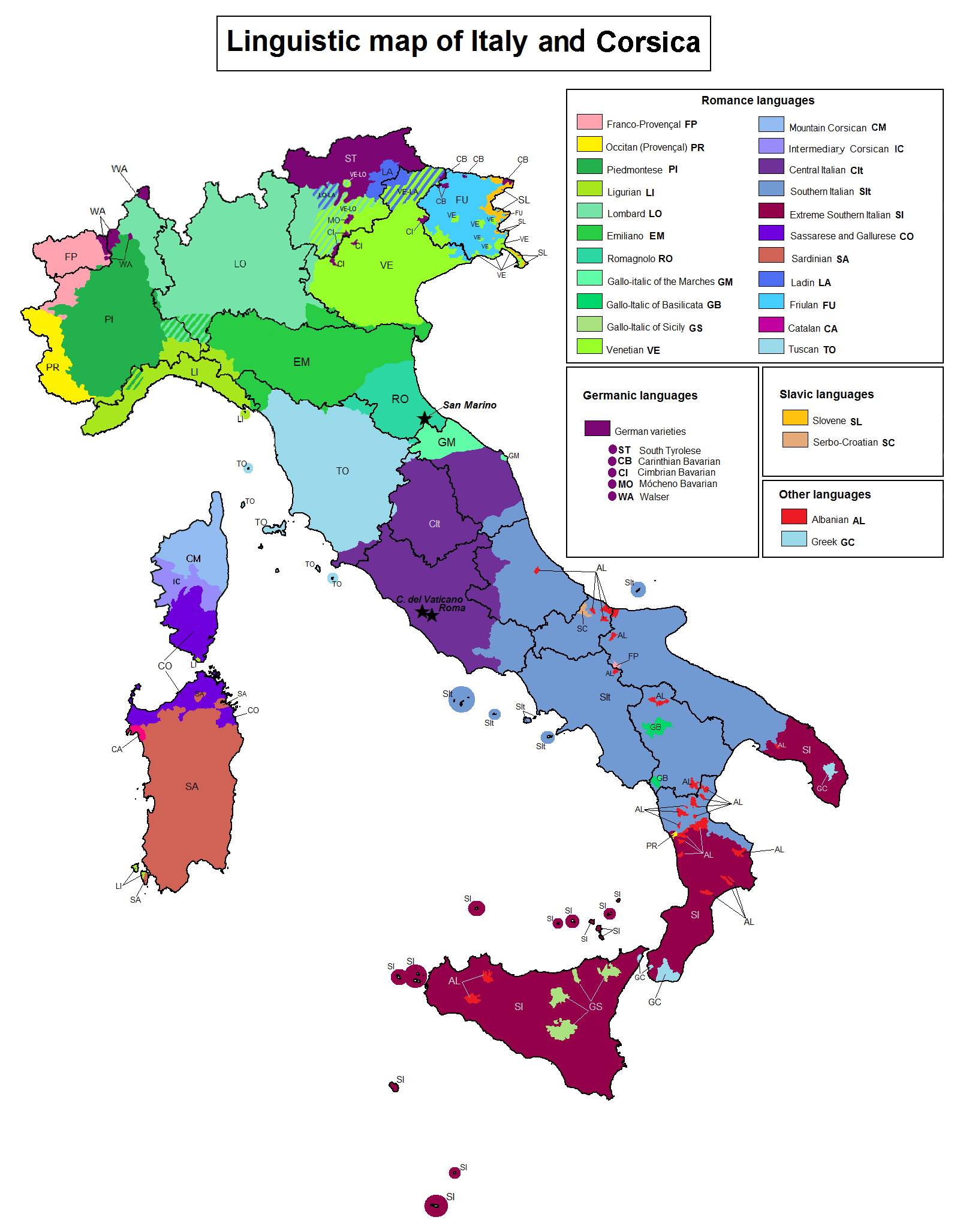
Sprachen und Dialekte in Italien

Für den gesamten italienischen Sprachraum typisch ist eine Diglossie: das heißt, dass Hochitalienisch nur im Schriftlichen und in formalen Situationen verwendet wird, zur informellen mündlichen Kommunikation aber der jeweilige Dialekt (dialetto). Dessen Verbreitung nimmt erst in jüngster Zeit etwas ab, begünstigt durch stärkere Mobilität und Konsum von Massenmedien. An die freie Stelle treten als Zwischenform regional eingefärbte Varietäten des Italienischen.
Die einzelnen Dialekte des Italienischen unterscheiden sich teilweise sehr stark voneinander; manche Sprachvarietäten werden als eigenständige Sprachen eingeordnet. Alle italienischen Dialekte und in Italien gesprochenen romanischen Sprachen gehen unmittelbar auf das (Vulgär-)Lateinische zurück. Man unterscheidet nord-, mittel- und süditalienische Sprachen bzw. Dialekte. Die norditalienischen teilen sich in galloitalische und venezische Dialekte. Die Dialektgrenzen liegen entlang einer Linie zwischen den Küstenstädten La Spezia und Rimini bzw. Rom und Ancona. Die norditalienischen Sprachen sind historisch näher mit den rätoromanischen und galloromanischen Sprachen (also Französisch, Okzitanisch und Frankoprovenzalisch) verwandt als mit dem Mittel- und Süditalienischen.
Als Prestigevarietät galt historisch das Toskanische, insbesondere der Dialekt von Florenz, in dem Dante Alighieri, Francesco Petrarca und Giovanni Boccaccio schrieben und aus dem sich die italienische Hochsprache entwickelt hat. Bis heute wird manchmal der Begriff „Toskanisch“ verwendet, wenn das Standarditalienische (in Abgrenzung zu anderen italienischen Dialekten) gemeint ist.
Einige italienische Regionalsprachen wie das Sizilianische oder Venezianische können zudem eine eigene literarische Tradition aufweisen (die sogenannte Scuola siciliana zur Zeit Friedrichs II.), weshalb auch eine Einordnung dieser (und weiterer Dialekte) als eigenständige Sprache postuliert wird. Auch in Lautbildung und Wortschatz weist das Sizilianische so viele Eigentümlichkeiten auf, dass es eher eine dem Italienischen nah verwandte Sprache (und kein Dialekt) ist. Auch das Korsische ist sprachhistorisch gesehen ein Dialekt des Italienischen, sogar einer, der relativ nah mit dem Toskanischen und damit mit dem heutigen Standarditalienischen verwandt ist. Infolge des politischen Anschlusses Korsikas an Frankreich 1768 versucht Frankreich das Korsische von der sprachlichen „Überdachung“ durch das Italienische abzuschnüren, und forciert es als eigenständige Sprache zu behandeln. Das andauernde Aufblühen des korsischen Nationalismus der letzten Jahrzehnte lässt jedoch eine erneute Anbindung an die italienische Bezugskultur wieder auffrischen.
Die Einordnung des Sardischen, Ladinischen und Friaulischen als Einzelsprachen (oder im Fall der beiden letztgenannten als Varianten des Rätoromanischen, nicht jedoch des Italienischen) ist in der Sprachwissenschaft mittlerweile anerkannt.
Übersicht der Gliederung:
- Norditalienisch
  - Gallo-Italisch, Galloitalienisch (italienisch gallo-italico)
    - Piemontesisch (piemontese)
    - Ligurisch (ligure)
    - Lombardisch (lombardo)
    - Emilianisch-Romagnolisch (emiliano-romagnolo)
      - Emilianisch
      - Romagnolisch

  - Venezisch oder Venezianisch/Venetianisch im weiteren Sinne (veneto)
    - Venezianisch im engeren Sinne
    - Veronesisch
- Mittelitalienisch
  - Römisch (romanesco)
  - Umbrisch (umbro; marchigiano) (Umbrien und Marken)
  - Toskanisch (toscano)
    - Zentraltoskanisch (toscano centrale)
      - Florentinisch (fiorentino) (Florenz)

    - Westtoskanisch (toscano occidentale) (Pisa, Lucca, Pistoia)
    - Senesisch (senese)
    - Aretino-Chianaiolisch
    - Inseltoskanisch (toscano insulare) (Elba, Korsika, Norden von Sardinien)
      - Korsisch (corso)
      - Gallurisch/Galluresisch (gallurese) (Norden von Sardinien)
- Süditalienisch
  - Neapolitanisch-Kalabrisch
    - a) Kalabresisch (calabrese), b) Neapolitanisch (molisano; pugliese) mit Kampanisch (campano), Lukanisch (lucano), c) Apulisch, d) Mundarten von Capitanata, e) Abruzzesisch (abruzesse)

  - Sizilianisch (siciliano)
    - a) Palermitanisch, b) Katanesisch, c) Mundart von Enna und der Mitte der Insel, d) Mundart von Bronte, e) Syrakusisch, f) Mundart von Noto
- Sardisch (sardo):
  - Logudoresisch (Mitte von Sardinien)
  - Kampidanesisch (Süden von Sardinien)

## Phonetik und Phonologie

### Vokale

#### Haupttonvokale
Das Italienische besitzt 7 Haupttonvokale.

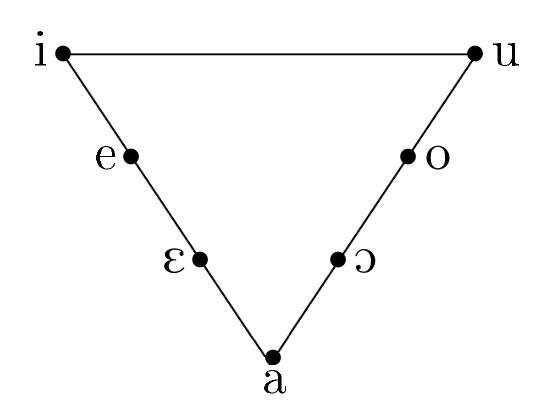
Vokaldreieck der Haupttonvokale im Italienischen

- [i]: Die Vorderzunge liegt am vorderen harten Gaumen (Palatum) und die Zungenspitze an den Alveolen der unteren Schneidezähne. Die Lippen sind gespreizt. Beispiel: isola – [ˈiːzola].
- [e]: Die Zunge ist nicht ganz so hoch wie beim [i] und die Zungenspitze berührt die Unterzähne. Die Lippen sind weniger gespreizt und der Mund ist weiter geöffnet als beim [i]. Beispiel: mela – [ˈmeːla].
- [ɛ]: Die Zunge ist mäßig gehoben und leicht nach vorne gewölbt. Die Zungenspitze berührt die unteren Schneidezähne. Die Lippen sind weniger gespreizt als beim [e] und der Mund ist leicht geöffnet. Beispiel: bella – [ˈbɛlːa].
- [a]: Das ital. [a] liegt zwischen [a] („hellem“ a) und [ɑ] („dunklem“ a). Die Zunge ist in Ruhestellung, die Lippen und der Mund sind geöffnet. Beispiel: pane – [ˈpaːne].
- [ɔ]: Das ital. [ɔ] wird ziemlich offen gesprochen. Es ist ein Hinterzungenlaut. Die Zunge ist zurückgezogen und gegen den weichen Gaumen (Velum) gewölbt. Die Spitze zeigt nach unten. Die Lippen haben die Form einer vertikalen Ellipse. Beispiel: rosa – [ˈrɔːza].
- [o]: Das ital. [o] steht ungefähr in der Mitte zwischen [ɔ] und [o]. Es wird also relativ offen realisiert. Die Zunge ist etwas zurückgezogen und gesenkt. Die Lippen sind vorgestülpt und gerundet. Beispiel: sotto – [ˈsotːo].
- [u]: Das ital. [u] ist ein Hinterzungenvokal. Der hintere Zungenrücken ist zum weichen Gaumen gewölbt. Die Lippen sind gerundet und stark vorgestülpt. Beispiel: fuga – [ˈfuːɡa].

#### Nebentonvokale

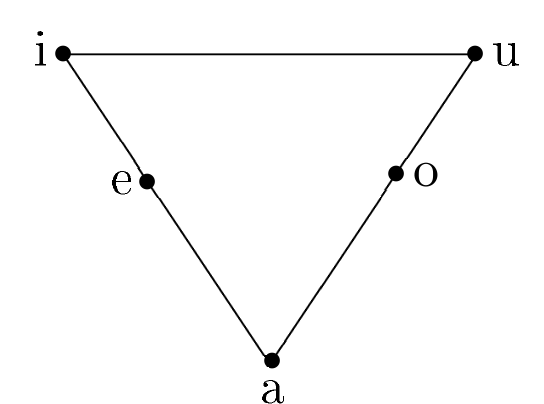
Vokaldreieck der Nebentonvokale im Italienischen

Das Italienische besitzt 5 Nebentonvokale. Bei den unbetonten Vokalen entfallen die offenen Vokale [ɛ] und [ɔ]. Dadurch entsteht im Vergleich zum Haupttonvokalismus (7 Vokale) ein im Nebenton reduziertes System mit 5 Vokalen.

### Konsonanten
Konsonant
Ein Konsonant (Mitlaut) ist ein Sprachlaut, bei dessen Bildung der Luftstrom unterbrochen oder eingeengt wird. Das Italienische hat 43 Konsonanten, die sich durch die folgenden artikulatorischen Parameter klassifizieren lassen:
1. Artikulationsmodus
2. Artikulationsorgan
3. Artikulationsstelle
Für das Italienische sind die nachfolgenden Artikulationsmodi von Bedeutung: Plosiv, Nasal, Frikativ, Approximant und Lateral.
|               | bilabial | labio- dental | alveolar | post- alveolar | palatal | velar |
| ------------- | -------- | ------------- | -------- | -------------- | ------- | ----- |
| Plosive       | p b      |               | t d      |                |         | k ɡ   |
| Nasale        | m        | ɱ             | n        |                | ɲ       | ŋ     |
| Vibranten     |          |               | r        |                |         |       |
| Frikative     |          | f v           | s z      | ʃ              |         |       |
| Approximanten | w        |               |          |                | j       |       |
| Laterale      |          |               | l        |                | ʎ       |       |
| Affrikaten    |          |               | ts dz    | tʃ dʒ          |         |       |

Quelle: SAMPA für Italienisch

#### Plosive
[b, d, g] werden betont stimmhaft und [p, t, k] nicht aspiriert gesprochen.
- [p, b] bilabialer Verschlusslaut (zwischen Ober- und Unterlippe): pasta, basta
- [t, d] alveolar- koronaler Verschlusslaut (mit der Zungenspitze an den Zahnhinterflächen/Zahnscheiden): tassa, nudo
- [k, g] palatal/velar- dorsaler Verschlusslaut (mit hartem/weichem Gaumen und dem Zungenrücken): campo, gamba

#### Nasale
Bei Nasalen wird im Mundraum ein Verschluss gebildet, so dass der Luftstrom durch die Nase entweicht.
- [m] bilabial: mamma
- [n] adental-koronal oder alveolar-koronal in gewissen Fällen auch dental-koronal: nonno
- [ɱ] labiodental; vor [f, v]: inferno, inverno
- [ŋ] velar-dorsal; vor [k, g]: anche, dunque
- [ɲ] palatal: vigna, campagna

#### Vibranten
Vibranten sind Laute, die durch ein drei- bis fünfmaliges Flattern der Zungenspitze am oberen Zahndamm gebildet werden („gerolltes R“).
- [r]: treno, re

#### Frikative
Bei Frikativen wird der Luftstrom mithilfe des Artikulationsorgans eingeengt. Es entsteht ein Reibegeräusch.
- [ʒ] kommt in der italienischen Sprache nur in Fremdwörtern oder in der Affrikata [dʒ] vor.
- [f, v] labiodentaler Engelaut (zwischen Unterlippe und oberen Schneidezähnen): fino, vino
- [ʃ] post-alveolarer Engelaut: sciare, sciopero
- [s, z] dental-alveolarer Engelaut: basse, base (Die stimmhafte Aussprache [z] kann nur zwischen Vokalen vorkommen, tritt dort allerdings auch nicht konsequent auf.)
- [j] palatal-dorsal: nazione, dizionario

#### Laterale
Laterale sind Laute, bei denen durch die Zungenränder und die Backenzähne eine Begrenzung gebildet wird.
- [l] denti-koronal: lusso, velo
- [ʎ] apiko-alveolar oder apiko-dental: gli, figlio

### Affrikaten
Eine Affrikata ist ein oraler Verschlusslaut, bei dem der Verschluss in der zweiten Phase so weit gelöst wird, dass ein Frikativ entsteht. Sie werden entweder monophonematisch (d. h. als ein Phonem) oder biphonematisch (zwei aufeinanderfolgende Phoneme) gewertet. Außerdem unterscheidet man zwischen homorganen (Bildung des Verschlusses und der Reibung mit demselben Artikulationsorgan) und heterorganen (Bildung mit unterschiedlichen Artikulationsorganen) Affrikaten.
Zu den Affrikaten zählen im Italienischen die Laute [dz], [ts] (homorgan) und [dʒ] und [tʃ] (heterorgan).
- [dz, ts] zero, canzone (Es besteht keine eindeutige Regel, ob das z stimmhaft [dz] oder stimmlos [ts] gesprochen wird.)
- [dʒ] [tʃ] giapponese, cinese

### Geminaten
Das Italienische unterscheidet zwischen kurzen und langen Konsonanten. Geminaten (von lateinisch geminare = verdoppeln) werden meist als Doppelkonsonanten geschrieben und gelängt ausgesprochen. Der Unterschied zwischen Einfach- und Langkonsonanten ist im Italienischen bedeutungsunterscheidend.
Beispiel:
- fato – ['faːto] „Fatum, Schicksal“
- fatto – ['fatːo] „gemacht, geschaffen“

Der vorangehende Vokal wird dabei gekürzt.
Bestimmte Phoneme wie [ʎː], [ɲː], [ʃː], [ts] und [dz] treten intervokalisch immer als Geminaten auf, auch wenn sie in der Schrift nur einfach vorkommen.
Beispiel:
- figlio – ['fiʎːo]
- ragno – ['raɲːo]
- lasciare – [laʃ'ʃa:re]
- azione – [at'tsjo:ne]
- mazurca – [mad'dzurka]

### Beziehung Laut–Buchstabe
Die italienische Rechtschreibung spiegelt den Lautstand ähnlich wie die spanische oder die rumänische einigermaßen genau wider. Das heutige Italienisch verwendet das Italienische Alphabet, das aus 21 Buchstaben des lateinischen Alphabets besteht. Die Buchstaben k, j, w, x, y kommen nur in Latinismen, Gräzismen oder Fremdwörtern vor. Das j findet sich in historischen Texten zuweilen für ein (heute nicht mehr geschriebenes) doppeltes i. Anders als im Spanischen kennt das Italienische keine durchgehende Kennzeichnung des Wortakzentes. Lediglich bei endbetonten Wörtern mit mehreren Vokalen wird stets ein Akzent angegeben. Meist ist das ein Gravis (`) gesetzt (Beispiel: martedì, città, ciò, più), bei e je nach Aussprache ein Akut (´) oder Gravis (`): piè [pjɛː], perché [perˈkeː]. In seltenen Fällen wird auch bei o der Akut gesetzt. Der Zirkumflex findet sich zuweilen in Texten, um die Verschmelzung zweier i anzuzeigen, beispielsweise i principi („die Fürsten“, von principe) im Gegensatz zu i principî („die Prinzipien“, aus principii, von principio). Weitere Beispiele sind gli esercizî und i varî. Zur Klarheit wird der Akzent zur Bedeutungsunterscheidung gebraucht, etwa bei e und è „er ist“ sowie se und sé. In Wörterbüchern wird der Akzent von Lemmata oft auch im Wort angegeben. Auch Landkarten geben mitunter den Akzent mitten im Wort an.

### Die Buchstaben g, c und Buchstabenkombinationen mit sc
Folgende Buchstabenkombinationen der italienischen Rechtschreibung sind besonders zu beachten:
- Folgt auf den Buchstaben g ein e oder ein i, so wird dieses g wie dsch (IPA: [⁠ʤ⁠]) ausgesprochen.
- Folgt auf den Buchstaben c ein e oder ein i, so wird dieses c wie tsch (IPA: [⁠ʧ⁠]) ausgesprochen.
- Sollte auf ein unbetontes i direkt ein weiterer Vokal folgen, bleibt es stumm – es führt zu der oben beschriebenen Veränderung des g bzw. des c, wird aber selbst nicht gesprochen, z. B. bei Giove [ʤɔ.ve] und Ciabatta [tʃaˈbatːa].
- Das h bleibt immer stumm, dadurch kann z. B. die beschriebene Wirkung von e oder i aufgehoben werden: d. h. Spaghetti wird [spaˈɡɛtːi] ausgesprochen; Spagetti (ohne h) würde wie [spaˈʤɛtːi] ausgesprochen werden.
- g und c vor a, o oder u werden wie [⁠ɡ⁠] bzw. [⁠k⁠] ausgesprochen.
- Die angeführten Regeln gelten auch im Falle der Doppelkonsonanten (siehe dort) gg und cc: bocca ['bokːa], baccello [baˈʧːɛlːo], bacchetta [baˈkːetːa], leggo ['lɛgːo], maggio ['madʤo].
- Ähnlich verhält es sich mit der Buchstabenkombination sc(h): scambio ['skambjo], scopa [ˈskoːpa], scuola [ˈskwɔla], schema [ˈskɛma], schivo [ˈskiːvo], aber: scienza [ˈʃɛnʦa], sciagura [ʃaˈguːra]. [⁠ʃ⁠] entspricht der deutschen Buchstabenkombination sch.

| Aussprache von c  | Schreibweise, wenn ein heller Vokal folgt | Schreibweise, wenn ein dunkler Vokal folgt |
| ----------------- | ----------------------------------------- | ------------------------------------------ |
| weich [⁠ʧ⁠]         | c oder cc                                 | ci oder cci ¹                              |
| hart [⁠k⁠]          | ch oder cch                               | c oder cc                                  |
| Aussprache von g  |                                           |                                            |
| weich [⁠ʤ⁠]         | g oder gg                                 | gi oder ggi ¹                              |
| hart [⁠ɡ⁠]          | gh oder ggh                               | g oder gg                                  |
| Aussprache von sc |                                           |                                            |
| weich [⁠ʃ⁠]         | sc                                        | sci ¹                                      |
| hart [ˈsk]        | sch                                       | sc                                         |

¹ Für diese Fälle gibt es Ausnahmen, bei denen das i nicht stumm ist, z. B. farmacia [farmaˈtʃi.a], magia [ma'ʤia], leggio [le'ʤːio] oder sciare ['ʃiare].
In einigen Wörtern wird die Zeichenfolge sc hinter einem Vokal stehend gedehnt ([s:k] vor a, h, o und u; bzw. [ʃ:] vor e und i) gesprochen.

### Buchstabenkombinationen mit gl und gn
- Die Buchstabenfolge gl entspricht einem mouillierten „l“ (entspricht dem spanischen „ll“), einer engen Verschmelzung der Laute [⁠l⁠] und [⁠j⁠] (IPA: [⁠ʎ⁠]), etwa wie in „brillant“, „Folie“.
- Die Buchstabenfolge gn entspricht einem mouillierten „n“ („ñ“ im Spanischen (señora), „нь/њ“ in kyrillischer Schrift, „ń“ im Polnischen, „ň“ im Tschechischen (daň), gleich wie „gn“ im Französischen (Mignon), oder auf ungarisch „ny“, einer engen Verschmelzung der Laute [⁠n⁠] und [⁠j⁠] (IPA: [⁠ɲ⁠]), wie in „Kognak“, Champagne).

## Phoneminventar

### Halbvokale und Halbkonsonanten als Phoneme
Im Hinblick auf die im Italienischen existierenden Halbvokale [i̯] und [u̯] bzw. Halbkonsonanten [j] und [w] stellt sich die Frage, inwiefern diese als eigenständige Phoneme gelten können. Forscher wie Castellani und Fiorelli sind der Ansicht, dass das durchaus der Fall sei.
Der Vergleich von Wortpaaren, bei denen an gleicher Stelle einmal der Vokal und einmal der Halbvokal / Halbkonsonant steht, ist der einzige Weg zur Klärung dieser Frage.
Als Beispiele dienen also:
- piano– [pi'a:no] (von Pio) und piano– ['pjaːno]
- spianti– [spi'anti] (Verb spiare) und spianti– ['spjanti] (Verb spiantare)
- lacuale– [laku'a:le] und la quale– [la 'kwaːle]
- arcuata – [arku'a:ta] und Arquata – [ar'kwaːta].

### Bewertung
Der bei diesen Wortpaaren festgestellten Opposition zwischen dem Vokal und dem Halbvokal/dem Halbkonsonanten steht allerdings die Problematik der individuellen Sprachrealisierung gegenüber. Um von den Halbvokalen/-konsonanten als eigenständigen Phonemen ausgehen zu können, müssen diese Wortpaare immer jeweils unterschiedlich ausgesprochen werden und damit auch unabhängig vom Kontext in ihrer besonderen Bedeutung verstanden werden können. Das kann allerdings nicht vorausgesetzt werden, da die Sprachrealisierung von Faktoren wie „Sprechgeschwindigkeit, individuelle Eigenheiten oder der lautlichen Umgebung im Nachbarwort“ abhängig ist. So kann beispielsweise in der Poesie aus rhythmischen Gründen die Aussprache variieren.
Aufgrund dieser Erkenntnisse kommen Forscher wie Lichem und Bonfante zu dem Schluss, dass die jeweiligen Halbvokale und Halbkonsonanten im Italienischen „in einem positionsbedingten Wechsel miteinander stehen“ und „daß die italienischen Halbvokale kombinatorische Varianten der entsprechenden Vokalphoneme, also keine eigenen Phoneme sind“.

## Sprachbeispiel
Allgemeine Erklärung der Menschenrechte, Artikel 1:
Tutti gli esseri umani nascono liberi ed eguali in dignità e diritti. Essi sono dotati di ragione e di coscienza e devono agire gli uni verso gli altri in spirito di fratellanza.

Alle Menschen sind frei und gleich an Würde und Rechten geboren. Sie sind mit Vernunft und Gewissen begabt und sollen einander im Geist der Brüderlichkeit begegnen.

## Sprachfallen: „Falsche Freunde“(falsi amici)
Mit den typischen Fehlern, die beim Erlernen und Übersetzen der italienischen Sprache auftreten können, beschäftigen sich folgende Artikel:
- Falscher Freund
- Liste falscher Freunde im Italienischen